# Agrotis tenebrosa
Agrotis tenebrosa là một loài bướm đêm trong họ Noctuidae.